# Castets et Castillon
Castets et Castillon est, depuis le 1er janvier 2017, une commune nouvelle française située dans le département de la Gironde en région Nouvelle-Aquitaine.

## Géographie

### Localisation
1. Carte dynamique
2. Carte Openstreetmap
3. Carte topographique
4. Carte avec les communes environnantes

Castets et Castillon est située au Sud-Est du département de la Gironde dans l'arrondissement de Langon. La commune est située à une quarantaine de kilomètres de Bordeaux, préfecture du département, et à sept kilomètres à l'est de Langon, chef-lieu d'arrondissement.

### Communes limitrophes
Les communes limitrophes sont Saint-Martin-de-Sescas, Barie, Bieujac, Saint-Loubert, Caudrot, Saint-Pardon-de-Conques, Saint-Pierre-d'Aurillac, Bassanne, Pondaurat et Savignac.

### Hydrographie
La commune est située le long du canal latéral à la Garonne qui voit d'ailleurs son aboutissement nord-ouest se situer sur le territoire de la commune déléguée de Castets-en-Dorthe et est aussi longée au nord par la Garonne.

### Climat
Pour des articles plus généraux, voir Climat de la Nouvelle-Aquitaine et Climat de la Gironde.
Historiquement, la commune est exposée à un climat océanique aquitain.  
En 2020, Météo-France publie une typologie des climats de la France métropolitaine dans laquelle la commune est exposée à un climat océanique et est dans la région climatique Aquitaine, Gascogne, caractérisée par une pluviométrie abondante au printemps, modérée en automne, un faible ensoleillement au printemps, un été chaud (19,5 °C), des vents faibles, des brouillards fréquents en automne et en hiver et des orages fréquents en été (15 à 20 jours).
Pour la période 1971-2000, la température annuelle moyenne est de 13,5 °C, avec une amplitude thermique annuelle de 15 °C. Le cumul annuel moyen de précipitations est de 822 mm, avec 11,3 jours de précipitations en janvier et 6,4 jours en juillet. Pour la période 1991-2020, la température moyenne annuelle observée sur la station météorologique la plus proche, située sur la commune de Cazats à 11 km à vol d'oiseau, est de 13,7 °C et le cumul annuel moyen de précipitations est de 825,5 mm,. Pour l'avenir, les paramètres climatiques de la commune estimés pour 2050 selon différents scénarios d’émission de gaz à effet de serre sont consultables sur un site dédié publié par Météo-France en novembre 2022.

## Urbanisme

### Typologie
Au 1er janvier 2024, Castets et Castillon est catégorisée bourg rural, selon la nouvelle grille communale de densité à sept niveaux définie par l'Insee en 2022.
Elle est située hors unité urbaine et hors attraction des villes,.

### Voies de communication et transports
La départementale 224, qui relie Hure à Langon, traverse Castets et Castillon d'est en ouest et permet par ailleurs de rejoindre les deux bourgs des anciennes communes la composant. La D15 qui permet de rejoindre Caudrot traverse la Garonne grâce à un pont sur le territoire communal.

### Risques majeurs
Le territoire de la commune de Castets et Castillon est vulnérable à différents aléas naturels : météorologiques (tempête, orage, neige, grand froid, canicule ou sécheresse), inondations et séisme (sismicité très faible). Un site publié par le BRGM permet d'évaluer simplement et rapidement les risques d'un bien localisé soit par son adresse soit par le numéro de sa parcelle.
Certaines parties du territoire communal sont susceptibles d’être affectées par le risque d’inondation par débordement de cours d'eau, notamment la Garonne, le canal Latéral à la Garonne, la Bassanne et le Beuve. La commune a été reconnue en état de catastrophe naturelle au titre des dommages causés par les inondations et coulées de boue survenues en 1982, 1983, 1986, 1991, 1999, 2009 et 2021,.

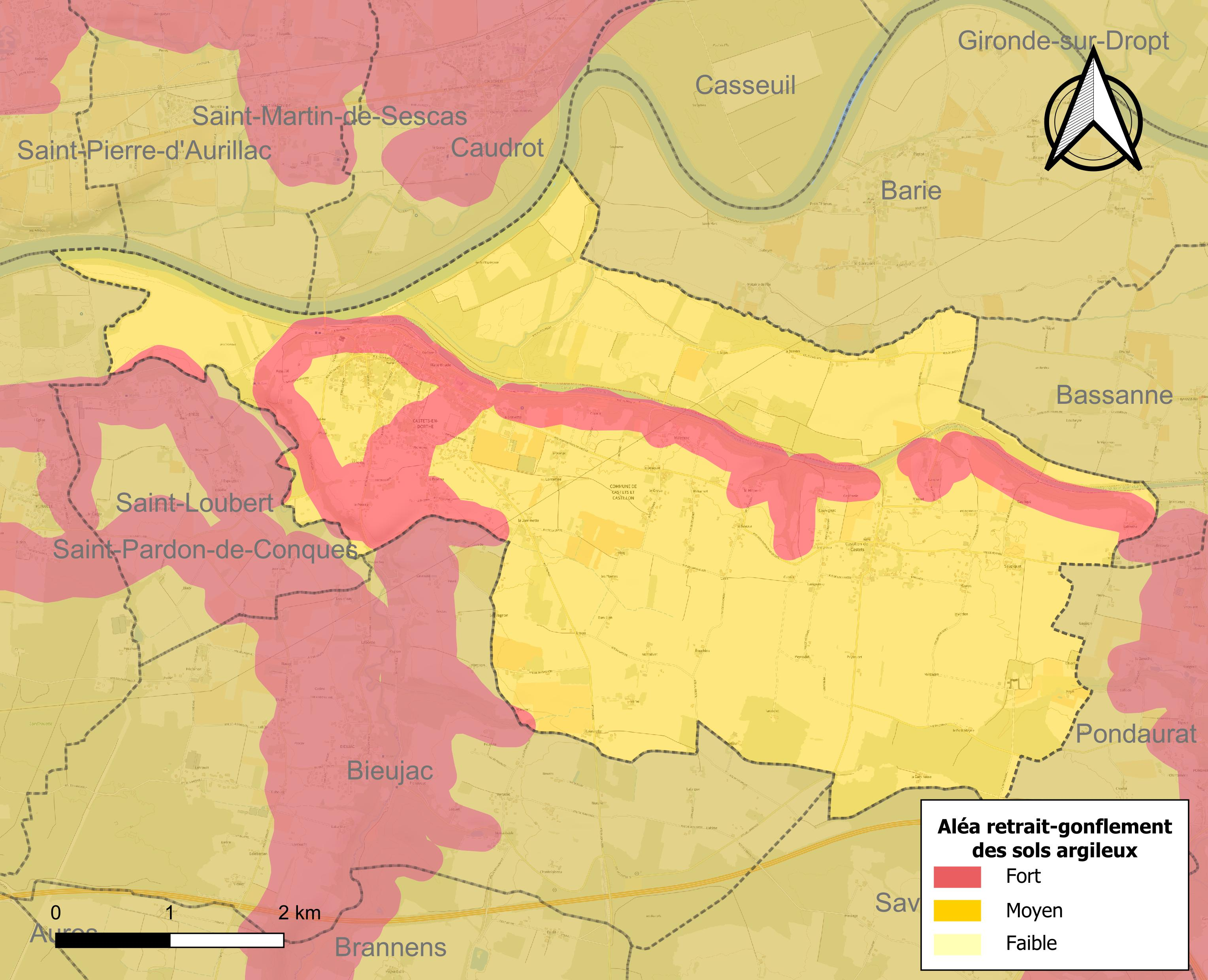
Carte des zones d'aléa retrait-gonflement des sols argileux de Castets et Castillon.

Le retrait-gonflement des sols argileux est susceptible d'engendrer des dommages importants aux bâtiments en cas d’alternance de périodes de sécheresse et de pluie. La totalité de la commune est en aléa moyen ou fort (67,4 % au niveau départemental et 48,5 % au niveau national). Sur les 682 bâtiments dénombrés sur la commune en 2019,  682 sont en aléa moyen ou fort, soit 100 %, à comparer aux 84 % au niveau départemental et 54 % au niveau national. Une cartographie de l'exposition du territoire national au retrait gonflement des sols argileux est disponible sur le site du BRGM,.
Par ailleurs, afin de mieux appréhender le risque d’affaissement de terrain, l'inventaire national des cavités souterraines permet de localiser celles situées sur la commune.
Concernant les mouvements de terrains, la commune a été reconnue en état de catastrophe naturelle au titre des dommages causés par la sécheresse en 2011 et par des mouvements de terrain en 1999.

## Toponymie
Le nom de Castets et Castillon provient de l'accolement des premières parties des noms des anciennes communes ayant fusionnées pour former la commune actuelle. Ce nom ne respecte pas les codes classiques des toponymes français car il ne comporte aucun trait d'union.
La forme occitane du toponyme est Castèths e Castilhon et signifie littéralement « Châteaux et petit château » en français. Ils se retrouvent répandus sur l'ensemble du domaine occitan sous diverses formes.

## Histoire
La commune nouvelle regroupe les communes de Castillon-de-Castets et de Castets-en-Dorthe, qui deviennent des communes déléguées, le 1er janvier 2017. Son chef-lieu se situe à Castets-en-Dorthe.

## Politique et administration
| Période      | Période   | Identité      | Étiquette | Qualité |
| ------------ | --------- | ------------- | --------- | ------- |
| janvier 2017 | mars 2020 | Daniel Flipo  |           |         |
| mars 2020    | En cours  | Didier Laulan |           |         |

| Nom                       | Code Insee | Intercommunalité  | Superficie (km2) | Population (dernière pop. légale) | Densité (hab./km2) |
| ------------------------- | ---------- | ----------------- | ---------------- | --------------------------------- | ------------------ |
| Castets-en-Dorthe (siège) | 33106      | CC du Sud Gironde | 8,69             | 1 169 (2014)                      | 135                |
| Castillon-de-Castets      | 33107      | CC du Sud Gironde | 4,47             | 311 (2014)                        | 70                 |

## Démographie
L'évolution du nombre d'habitants est connue à travers les recensements de la population effectués dans la commune depuis sa création.

En 2022, la commune comptait 1 539 habitants, en évolution de +5,63 % par rapport à 2016 (Gironde : +6,91 %, France hors Mayotte : +2,11 %).
| 2015  | 2016  | 2017  | 2022  |
| ----- | ----- | ----- | ----- |
| 1 468 | 1 457 | 1 452 | 1 539 |

## Culture locale et patrimoine

### Lieux et monuments
- Église Saint-Romain de Mazérac. L'édifice a été inscrit au titre des monuments historiques en 1925[20].
- Église Saint-Pierre de Castillon-de-Castets.
- Église Saint-Louis de Castets-en-Dorthe.
- Château du Carpia
- Château du Hamel.
- Pont de Castets-en-Dorthe